# Paraspinibarbus alloiopleurus
Paraspinibarbus alloiopleurus är en fiskart som först beskrevs av Vaillant, 1893.  Paraspinibarbus alloiopleurus ingår i släktet Paraspinibarbus och familjen karpfiskar. IUCN kategoriserar arten globalt som otillräckligt studerad. Inga underarter finns listade i Catalogue of Life.